# Avanti! (album)
Avanti! (voorwaarts!) is het zevende muziekalbum van de Canadese muziekgroep Miriodor. Het is hun zevende muziekalbum in dertig en is opgenomen in de Studio Parleur te Montreal. De nadruk van de muziek ligt in de techniek, men schrijft en speelt avant-garde progressieve rock gemengd met jazz en jazzrock. Met de digitale technieken klinkt het allemaal erg clean.

## Musici
- Bernard Falaise – gitaar, fretloze basgitaar, mandoline, banjo en draaitafel
- Pascla Blobensky – toetsinstrumenten, synthesizers en piano
- Rémi Leclerc – slagwerk, percussie en zangstem
- Nicolas Masino – basgitaar, toetsinstrumenten en piano

met
- Pierre Labbé – tenorsaxofoon, baritonsaxofoon
- Marie-Chantal Leclair – sopraansaxofoon
- Maxime St-Pierre – trompet

## Composities
Het zijn allen groepscomposities:
1. Envoûtement – Bewitchment (9:13)
2. Bolide débile – Dare devil (8 :40)
3. La roche – Meeting point (9 :12)
4. Écart-type – Standard deviation (6 :35)
5. A déterminer – To be determined (10:24)
6. Avanti! – Avanti! (8:13)
7. Réveille-matin – Shadow of the alrm clock (7:54)